# Palazzina Laf
Palazzina Laf è un film italiano del 2023, diretto e interpretato da Michele Riondino, al suo debutto alla regia.
È tratto dal libro Fumo sulla città dello scrittore Alessandro Leogrande, scomparso prematuramente, che avrebbe dovuto partecipare anche alla realizzazione della sceneggiatura e a cui il film è dedicato. Il film è stato presentato in anteprima alla 18ª Festa del Cinema di Roma.
Ai David di Donatello 2024, il film ha ricevuto cinque candidature, aggiudicandosi infine tre premi, rispettivamente, per il Miglior attore protagonista (a Michele Riondino), al Miglior attore non protagonista (a Elio Germano) e alla Migliore canzone originale (La mia terra, scritta e interpretata da Diodato).

## Trama
Taranto, 1997. L'operaio Caterino Lamanna vive in una masseria caduta in disgrazia a causa della vicinanza al polo siderurgico e sta per sposarsi con Anna con cui condivide il sogno di andare a vivere in città. Quando i dirigenti aziendali decidono di fare di lui una spia per individuare gli operai di cui sarebbe bene liberarsi, Caterino comincia a pedinare i colleghi con lo scopo di denunciarli.
Ben presto, non comprendendone il degrado, chiede di essere collocato anche lui alla Palazzina LAF (acronimo di laminatoio a freddo) il reparto-lager dell'Ilva riservato agli impiegati "scomodi". Sarà lì che Caterino scoprirà che ciò che credeva un paradiso in realtà è un inferno.

## Ispirazione
Il film racconta attraverso gli occhi di un operaio uno dei più gravi casi di abuso in ambito lavorativo della storia italiana. Il titolo dell'opera riprende il nome dell'omonima palazzina, adiacente al Laminatoio a freddo, di cui si raccontano gli eventi, nella quale negli anni '90 i proprietari e i dirigenti dell'Ilva di Taranto, all'epoca dei fatti già del Gruppo Riva, decisero di confinare gli impiegati che si erano opposti alla "novazione" del contratto, ossia al declassamento a operai, pratica illegale nonché pericolosa per gli stessi lavoratori.

## Riprese
Il film è stato girato a Taranto, nel quartiere Tamburi, tra cui la Parrocchia Gesù Divino Lavoratore, visibile nelle prime scene del film, il cui mosaico rappresenta Cristo che dal ponte girevole, sullo sfondo di navi e ciminiere, benedice operai, pescatori, massaie, professionisti; mosaico ripreso nel film che mostra aspramente le contraddizioni della città. Alcune riprese si sono svolte anche nei paesi confinanti di Statte e Massafra, in provincia di Taranto, e all'interno dello stabilimento siderurgico ex Lucchini di Piombino, in Toscana, dove alcuni ambienti sono stati del tutto ricreati, quali l'ingresso dell'acciaieria, la cokeria e la stessa Palazzina LAF.

## Distribuzione
Il film è stato presentato in anteprima alla 18ª Festa del Cinema di Roma nella sezione Grand Public.
Il trailer del film è stato diffuso online ad ottobre 2023.
La pellicola è stata distribuita nelle sale cinematografiche italiane da BiM Distribuzione a partire dal 30 novembre 2023.

## Colonna sonora
Le musiche originali sono curate da Teho Teardo.
Nella colonna sonora è presente un brano di Andrea Laszlo De Simone, Sogno l'amore, e il brano inedito La mia terra interpretato, scritto e composto da Diodato.

## Accoglienza

### Incassi
Il film ha incassato 846726 € con 140624 presenze.

### Critica
Il film è stato accolto positivamente dalla critica cinematografica, che ne ha apprezzato la regia e la sceneggiatura, definendola «un’opera di forte impegno civile», oltre che la capacità attoriale di Riondino e Germano.
Federico Gironi di Comingsoon.it definisce il film «una denuncia» in cui il regista attua «un cinema civile», non trovandolo documentarista poiché «usa la commedia e il grottesco per raccontare la sua storia». Il giornalista sottolinea che «il risvolto sociale e politico, riesce a funzionare così bene, senza risultare mai pesante o stucchevole per lo spettatore», apprezzando le inquadrature, la cura del set e del trucco. Anche Vania Amitrano di Ciak apprezza la produzione del film, scrivendo che «ogni scena è costruita per offrire un dettaglio in più sul quadro generale, cercando di mostrare tanto i soprusi quanto le colpe». Amitrano afferma che al regista «non interessa offrire soluzioni o trovare un unico colpevole» e che nel film «non ci sono eroi, [...] lo stesso protagonista è un personaggio per cui tutt’al più si prova un misto di disprezzo e commiserazione».

## Riconoscimenti
- 2024 – David di Donatello[5]
  - Miglior attore protagonista a Michele Riondino
  - Miglior attore non protagonista a Elio Germano
  - Migliore canzone originale (La mia terra) a Diodato
  - Candidatura al miglior regista esordiente a Michele Riondino
  - Candidatura al migliore sceneggiatura originale a Michele Riondino e Maurizio Braucci

- 2024 – Nastri d'argento
  - Miglior regista esordiente a Michele Riondino
  - Migliore sceneggiatura a Maurizio Braucci e Michele Riondino
  - Miglior attore protagonista a Michele Riondino
  - Miglior attore non protagonista a Elio Germano
  - Migliore canzone originale (La mia terra) a Diodato
  - Candidatura al Miglior montaggio a Julien Panzarasa
  - Candidatura al Miglior casting director a Dario Ceruti

- 2023 – Ciak d'oro[28]
  - Miglior regista esordiente a Michele Riondino
  - Miglior attore protagonista a Michele Riondino
  - Miglior canzone originale (La mia terra) a Diodato

- 2023 – Designato Film della Critica dal Sindacato Nazionale Critici Cinematografici Italiani[29]